# Etah
Etah (urdú ایٹا, hindi एटा) és una ciutat d'Uttar Pradesh, Índia, capital del districte d'Etah.
Està situada a 27° 38′ N, 78° 40′ E / 27.63°N,78.67°E. La població segons el cens de 2001 era de 107.098 habitants. La població el 1881 era de 8.054 habitants i el 1901 de 8.796.
La ciutat hauria estat fundada al segle xiv per Sangram Singh, un rajput chauhan descendent de Prithwi Raj de Delhi. Els seus descendents van ocupar el territori fins al 1857. Raja Singh es va revoltar aleshores i el seu domini fou confiscat el 1858. Pocs anys després la ciutat fou erigida en municipalitat.